# Lycoming County
Lycoming County är ett administrativt område i delstaten Pennsylvania i USA, med 116 111 invånare. Den administrativa huvudorten (county seat) är Williamsport. 

## Politik
Lycoming County tenderar att rösta på republikanerna i politiska val.
Republikanernas kandidat har vunnit rösterna i countyt i samtliga presidentval sedan valet 1940 utom vid ett tillfälle, valet 1964 då demokraternas kandidat vann countyt efter att ha fått 57,6 procent av rösterna. I valet 2016 vann republikanernas kandidat Donald Trump med 69,7 procent av rösterna mot 25,5 för demokraternas kandidat (ca 44 procents marginal), vilket är den största segermarginalen i countyt för en kandidat sedan valet 1928.

## Geografi
Enligt United States Census Bureau har countyt en total area på 3 221 km². 3 198 km² av den arean är land och 23 km² är vatten.

### Angränsande countyn
- Tioga County - nord
- Bradford County - nordost
- Sullivan County - öst
- Columbia County - sydost
- Montour County - syd
- Northumberland County - syd
- Union County - syd
- Clinton County - väst
- Potter County - nordväst